# Złatna
Złatna is een plaats in het Poolse district  Żywiecki, woiwodschap Silezië. De plaats maakt deel uit van de gemeente Ujsoły en telt 860 inwoners.